# Comuna Arpașu de Jos, Sibiu
Arpașu de Jos (în germ. Unterarpasch, în magh. Alsóárpás) este o comună în județul Sibiu, Transilvania, România, formată din satele Arpașu de Jos (reședința), Arpașu de Sus și Nou Român.

## Istoric
Anul primei atestări documentare este 1223 în actul: Rivulum qui dicitur Arpas .
În 1765, satul a fost parțial militarizat și a făcut parte din Compania a VIII-a de graniță a Regimentului I de Graniță de la Orlat până în 1851, când a fost desființat.
Prin tradiție, Arpașii au făcut parte din Țara Făgărașului și județul Făgăraș, după desființarea căruia intrând în Regiunea Stalin și apoi (după 1960) din regiunea Brașov. Începând din anul 1968, face parte din actualul județ Sibiu.

## Monumente
- Mănăstirea Ortodoxă „Adormirea Maicii Domnului“ a fost ridicată pe moșia contelui Adam Teleki, la o depărtare de câțiva km de satul reședință, într-o dumbravă numită „Podeiul”. Este atestată prima dată în anul 1726 și a fost distrusă în anul 1761.
- Monumentul Eroilor Români din Al Doilea Război Mondial. Monumentul se află in incinta Bisericii Ortodoxe, este de tip placă comemorativă și a fost realizat în anii 1948-1950. Placa este realizată din mozaic și are o înălțime de 1.2 m. Pe monument sunt inscripționate numele 8 eroi români din Al Doilea Război Mondial.

## Activități specifice zonei
- Cultivarea terenului
- Creșterea animalelor
- Prelucrarea lemnului
- Agricultură
- Morărit și panificație
- Comerț
- Turism

## Activități economice principale
- Morărit și panificație
- Comerț
- Mică industrie
- Prelucrarea lemnului
- Turism

## Obiective turistice
- Biserica Adormirea Maicii Domnului din Arpașu de Sus
- Păstrăvăria Albota
- Parcul Național - Rezervația Munții Făgăraș
- Rezervația naturală de marmote Arpășel
- Mlaca Tătarilor (sit de importanță comunitară inclus în rețeaua europeană Natura 2000 în România)

## Evenimente locale
- Zilele Arpașului
- Târguri bilunare

## Facilități oferite investitorilor
- Terenuri agricole și forestiere
- Zonă turistică Arpășel și Arpașu Mare
- Apă curentă
- Gaz metan
- Telefonie digitală
- Internet
- Televiziune prin cablu

## Demografie
Componența etnică a comunei Arpașu de Jos
     Români (91,36%)
     Romi (1,97%)
     Alte etnii (6,67%)
Componența confesională a comunei Arpașu de Jos
     Ortodocși (90,09%)
     Adventiști (1,54%)
     Alte religii (1,62%)
     Necunoscută (6,75%)
Conform recensământului efectuat în 2021, populația comunei Arpașu de Jos se ridică la 2.594 de locuitori, în creștere față de recensământul anterior din 2011, când fuseseră înregistrați 2.502 locuitori. Majoritatea locuitorilor sunt români (91,36%), cu o minoritate de romi (1,97%). Din punct de vedere confesional, majoritatea locuitorilor sunt ortodocși (90,09%), cu o minoritate de adventiști (1,54%), iar pentru 6,75% nu se cunoaște apartenența confesională.

## Politică și administrație
Comuna Arpașu de Jos este administrată de un primar și un consiliu local compus din 11 consilieri. Primarul, Vasile-Ioan Vasu[*], de la Partidul Social Democrat, este în funcție din 1 noiembrie 2024. Începând cu alegerile locale din 2024, consiliul local are următoarea componență pe partide politice:
|  | Partid                          | Consilieri | Componența Consiliului | Componența Consiliului | Componența Consiliului | Componența Consiliului | Componența Consiliului |
|  | ------------------------------- | ---------- | ---------------------- | ---------------------- | ---------------------- | ---------------------- | ---------------------- |
|  | Partidul Social Democrat        | 5          |                        |                        |                        |                        |                        |
|  | Partidul Național Liberal       | 3          |                        |                        |                        |                        |                        |
|  | Partidul România Mare           | 1          |                        |                        |                        |                        |                        |
|  | Alianța pentru Unirea Românilor | 1          |                        |                        |                        |                        |                        |
|  | Partidul Ecologist Român        | 1          |                        |                        |                        |                        |                        |

## Personalități
- Frații Grecu (secolul al XIX-lea), pictori de biserici;
- Gheorghe Telea Bologa (1921 - ?), chirurg[10][11]

## Primarii comunei
- 1996[12] - 2000 - Bunea Nicolae, de la USD
- 2000[13] - 2004 - Bunea Nicolae, de la PD
- 2004[14] - 2008 - Bunea Nicolae, de la PSD
- 2008[15] - 2012 - Bucur Mircea, de la PSD
- 2012[16] - 2016 - Constantin Aurelian Văcariu, de la PDL
- 2016[17] - 2020 - Văcariu Constantin, de la PNL